# Top (소프트웨어)
top(table of processes)는 CPU와 메모리 이용에 관한 정보를 표시하는 수많은 유닉스 계열 운영 체제에서 볼 수 있는 작업 관리자 프로그램이다. 사용자 지정 기준에 따라 선택된 실행 중인 프로세스의 목록을 순서대로 보여주며 주기적으로 업데이트한다. 기본 순서는 CPU 사용률이며 오직 최상위 CPU 소비 항목들만이 표시된다. top는 얼마나 많이 처리량과 메모리가 사용되는지, 또 실행 중인 프로세스에 관한 기타 정보도 보여준다. 일부 버전의 top는 컬럼 선택, 정렬 방식과 같은 디스플레이 사용자 지정을 허용한다.
여러 버전의 top가 존재한다. 전통적인 유닉스 버전은 William LeFebvre에 의해 개발되었으며 1984년에 처음 저작권을 인정받았다. 호스팅 위치는 소스포지이며, 릴리스 3.7은 2008년에 발표되었다.
리눅스 top 버전은 procps-ng 그룹의 도구들 중 하나이다. 처음에 Roger Binns에 의해 작성되었으나 얼마 지나지 않아 다른 사람들에게 넘어갔다.
top는 시스템 관리자들에게 유용한데, 어느 사용자와 프로세스들이 주어진 시간에 가장 많은 시스템 자원을 소비하고 있는지를 볼 수 있기 때문이다.
솔라리스에서 이와 거의 비슷한 일을 하는 프로그램으로 prstat가 있다. 마이크로소프트 운영 체제에는 윈도우 작업 관리자와 Tasklist가 그 역할을 한다. IBM AIX는 topas와 topas_nmon 명령의 일부로서 실행 중인 프로세스 목록을 업데이트한다.
ps 프로그램은 top과 비슷하지만 호출 시에 프로세스 스냅샷을 만든다.

## 같이 보기
- htop
- nmon
- atop
- iftop
- slabtop
- iotop
- PowerTOP
- dnstop
- apachetop
- mytop